# Peter Zajicek
Peter Zajicek (* 24. Oktober 1961 in Wien) ist ein ehemaliger österreichischer Profifußballer.

## Leben
Peter Zajicek war aktiver Fußballer bei der Vienna (Erstligadebüt 1983), Austria Salzburg, Kremser SC, SV Stockerau (Österreichischer Cupsieger 1991), FK Austria Wien, VSE St. Pölten, VfB Mödling (2. Tormann und Tormanntrainer unter Hans Krankl) und beim SC Mauerbach.
Unter Krankl war Zajicek auch Tormanntrainer bei Gerasdorf. Später kam er zur Vienna, wo er viel Erfahrung sammelte. Seine nächste Station war dann die Admira. Die Chance, sich als Tormanntrainer wirklich im bezahlten Profifußball zu profilieren, bekam Zajicek von Walter Schachner. Unter Schachner war Zajicek Tormanntrainer des FC Kärnten, der Austria Wien, des Grazer AK (österr. Meister und Pokalsieger 2004) und von TSV 1860 München.
Von März 2007 bis zum Sommer 2009 war er unter dem Cheftrainer Peter Pacult Tormanntrainer beim SK Rapid Wien. Mit Rapid wurde Zajicek 2008 österreichischer Fußballmeister.
Im Jänner 2011 wurde Zajicek vom FC St. Gallen als Tormanntrainer verpflichtet, im Frühjahr 2012 war er Tormanntrainer beim TSV Hartberg.
Seinen Spitznamen „Tiger von der White Hart Lane“ bekam er 1991 aufgrund seiner hervorragenden Tormannleistungen in zwei Europacupspielen des SV Stockerau gegen Tottenham Hotspur verliehen. Der Zweitligaklub Stockerau verlor dank Zajicek beide Begegnungen gegen die englische Spitzenmannschaft lediglich mit 0:1.